# Plac Wolności w Tbilisi
Plac Wolności (gruz. თავისუფლების მოედანი, Tawisuplebis moedani) – plac w Tbilisi znajdujący się przy wschodnim końcu alei Rustawelego. Początkowo nosił on nazwę placu Erywańskiego, następnie w czasach Związku Radzieckiego był określany jako plac Lenina (Leninis moedani).
Przy placu znajduje się ratusz miejski. Od roku 2006 na środku placu umieszczona jest wysoka kolumna z pomnikiem św. Jerzego. Zastąpiła ona znajdujący się tam do 1991 roku posąg Lenina. Przy placu znajduje się stacja metra Tawisuplebis Moedani.
Na placu odbywały się różnorodne demonstracje, m.in. o niepodległość Gruzji i rewolucja róż. W 2005 roku odbyły się tam obchody 60. rocznicy końca II wojny światowej, w których wziął udział prezydent Stanów Zjednoczonych George W. Bush.